# Парадокс Еренфеста
Парадокс Еренфеста стосується задачі про обертання абсолютно твердого диска в теорії відносності. Початкове формулювання запропонував  Пауль Еренфест 1909 року стосовно концепції жорсткості за Борном у спеціальній теорії відносності. Розглядається ідеально жорсткий циліндр, що обертається навколо своєї осі симетрії.  Радіус R завжди перпердикулярний до обертового руху диска і в лабораторній системі відліку зберігає своє значення R0, коли диск не обертається. Однак, довжина зовнішнього кола (2πR) повинна відчувати лоренцеве скорочення в системі й бути меншою на фактор γ. Це призоводить до суперечності: R=R0 та R<R0. 
Ще більше поглибив парадокс Альберт Ейнштейн,  який показав, що мірні стрижні, викладені вздовж периметра, здаватимуться коротшими, її поміститься більше, тож вимірювання дасть величину більшу, ніж 2πR. Це вказує на те, що для спостерігача, який обертається, геометрія здаватиметься неевклідовою. Для Ейнтейна це було важливим  при розробці  загальної теорії відносності . 
Уявний експеримент є чистою спекуляцією, будь-яке тіло з реального матеріалу, що оберталося б зі швидкістю близькою до швидкості звуку в цьому матеріалі повинно б було в якусь мить через відцентрову силу перевищити міцність матеріалу на розрив, тому що відцентровий тиск не може перевищити модуль зсуву матеріалу.
{\displaystyle {\frac {F}{S}}={\frac {mv^{2}}{rS}}<{\frac {mc_{s}^{2}}{rS}}\approx {\frac {mG}{rS\rho }}\approx G}
де {\displaystyle c_{s}} — швидкість звуку, {\displaystyle \rho } — густина, а {\displaystyle G} — модуль зсуву. Тому розгляд швидкостей близьких до швидкості світла можна тільки подумки. Вироджена речовина в нейтронних зірках дозволяє швидкості, близькі до швидкості світла, тому що наприклад осциляції нейтронних зірок релятивістські; однак такі тіла не можна називати жорсткими (за визначенням Борна).

## Виноски
1. ↑  Ehrenfest, 1909, с. 918
2. ↑  Fayngold, Moses (2008). Special Relativity and How it Works (вид. illustrated). John Wiley & Sons. с. 363. ISBN 978-3-527-40607-4. Extract of page 363
3. ↑  Grøn, 2004
4. ↑  Stachel, John (1980). Einstein and the Rigidly Rotating Disk. У A. Held (ред.). General Relativity and Gravitation. New York: Springer. ISBN 0306402661.